# New England Stingers
Die New England Stingers waren ein US-amerikanisches Inlinehockeyfranchise aus Portland im Bundesstaat Maine. Es existierte im Jahr 1994 und nahm an einer Spielzeit der professionellen Inlinehockeyliga Roller Hockey International teil. Die Heimspiele des Teams wurden im Cumberland County Civic Center ausgetragen.

## Geschichte
Die New England Stingers wurden 1994 im Zuge der Expansion der Roller Hockey International gegründet. In seiner einzigen Saison in der Roller Hockey International verpasste das Team die Playoffs um den Murphy Cup deutlich.
Nach der Saison 1994 wurde das Team nach Ottawa in der kanadischen Provinz Ontario umgesiedelt, wo es von 1995 bis 1996 als Ottawa Loggers am Spielbetrieb der Roller Hockey International teilnahm. Vor der Saison 1997 wurde das Team in Ottawa Wheels umbenannt.
1994 hatten die Stingers einen Zuschauerschnitt von 2850 und fanden sich im Vergleich der anderen Teams im unteren Viertel wieder. Der Zuschauerkrösus Anaheim Bullfrogs hatte einen Schnitt von 10155, während lediglich 1505 Zuschauer die Spiele der Calgary Rad’z besuchen wollten.
Die Teamfarben waren Jadegrün, Königsblau, Schwarz und Weiß.

## Saisonstatistik
Abkürzungen: Sp = Spiele, S = Siege, N = Niederlagen, U = Unentschieden, Pkt = Punkte, T = Erzielte Tore, GT = Gegentore
| Saison | Sp | S | N  | U | Pkt | T   | GT  | Platz       | Playoffs           |
| 1994   | 22 | 5 | 17 | 0 | 10  | 173 | 219 | 6., Central | nicht qualifiziert |

## Bekannte Spieler
- Paul Gardner
- Éric Germain
- Len Hachborn
- Kevin Kaminski
- Jim Mathieson
- Steve Poapst
- Mario Thyer